# Белук
Белук (? — после 1168 года) — половецкий хан бурчевичей, отец Гзака, одного из персонажей «Слова о полку Игореве».

## Биография
В 1162 году выдал свою дочь замуж за смоленского княжича Рюрика Ростиславича.
Зимой 1166/67 годов вежи Белука были разгромлены Ярославом Всеволодовичем.
Известно о его двух сыновьях Гзаке и Изае Билюковиче.